# We the Kingdom
We the Kingdom ist eine US-amerikanische christliche Musikgruppe.

## Geschichte
We the Kingdom ist eine Familienband, deren Mitglieder bereits vor der Gründung musikalisch aktiv waren und mit anderen Musikern zusammenarbeiteten. Ed Cash arbeitete als Songwriter und Produzent für Interpreten wie Chris Tomlin und Crowder und wurde hierfür mehrfach für den Grammy nominiert.
Gegründet wurde die Band 2018 in Georgia. Ihre erste Single Dancing on the Waves erschien im August 2019 bei Sparrow Records. Ihr erster Erfolg gelang mit der Single Holy Water, die bis auf Platz 2 der Billboard Hot Christian Songs stieg. Im Oktober veröffentlichte die Band ihre Debüt-EP Live at the Wheelhouse. Im August 2020 folgte das erste Studioalbum Holy Water. Sowohl für das Album als auch die Single Holy Water erhielt die Band 2020 jeweils eine Grammy-Nominierung. Außerdem wurde sie 2020 viermal für den Dove Award nominiert, wobei sie die Auszeichnung in der Kategorie New Artist of the Year für sich beanspruchen konnte. In der Jahreswertung der Hot Christian Songs belegte Holy Water den zweiten Platz. Weitere zwei Songs aus dem Album erreichten ebenfalls die Top Ten der Hot Christian Songs.

## Diskografie

### Studioalben
| Jahr | Titel          | Höchstplatzierung, Gesamtwochen, AuszeichnungChartsChartplatzierungen (Jahr, Titel, Platzierungen, Wochen, Auszeichnungen, Anmerkungen) | Anmerkungen                              |
| Jahr | Titel          | Christ | Anmerkungen                              |
| ---- | -------------- | --- | ---------------------------------------- |
| 2020 | Holy Water     | Christ4 (212 Wo.)Christ | Erstveröffentlichung: 7. August 2020     |
| 2022 | We the Kingdom | Christ2 (24 Wo.)Christ | Erstveröffentlichung: 16. September 2022 |

### EPs
| Jahr | Titel                  | Höchstplatzierung, Gesamtwochen, AuszeichnungChartsChartplatzierungen (Jahr, Titel, Platzierungen, Wochen, Auszeichnungen, Anmerkungen) | Anmerkungen                            |
| Jahr | Titel                  | Christ | Anmerkungen                            |
| ---- | ---------------------- | --- | -------------------------------------- |
| 2019 | Live at the Wheelhouse | Christ3 (32 Wo.)Christ | Erstveröffentlichung: 25. Oktober 2019 |
| 2021 | A Family Christmas     | Christ44 (1 Wo.)Christ | Erstveröffentlichung: 22. Oktober 2021 |

Weitere EPs
- 2020: Live Acoustic Sessions
- 2020: The Awakening
- 2020: The Battle
- 2020: The Journey

### Singles
| Jahr | Titel Album                                             | Höchstplatzierung, Gesamtwochen, AuszeichnungChartsChartplatzierungen (Jahr, Titel, Album, Platzierungen, Wochen, Auszeichnungen, Anmerkungen) | Anmerkungen                                                     |
| Jahr | Titel Album                                             | Christ | Anmerkungen                                                     |
| --- | ------------------------------------------------------- | --- | --------------------------------------------------------------- |
| 2019 | Holy Water Live at the Wheelhouse / Holy Water          | Christ2 Platin · (40 Wo.)Christ | Erstveröffentlichung: 13. September 2019 Verkäufe: + 1.000.000  |
| 2019 | Christmas Day Christmas Day: Christmas Songs of Worship | Christ20 (4 Wo.)Christ | Erstveröffentlichung: 15. November 2019 mit Chris Tomlin        |
| 2020 | Don’t Tread on Me Holy Water                            | Christ40 (7 Wo.)Christ | Erstveröffentlichung: 24. April 2020                            |
| 2020 | God So Loved Live at the Wheelhouse / Holy Water        | Christ4 (30 Wo.)Christ | Erstveröffentlichung: 29. Mai 2020                              |
| 2020 | Light of the World (Sing Hallelujah) –                  | Christ29 (4 Wo.)Christ | Erstveröffentlichung: 30. Oktober 2020                          |
| 2021 | Child of Love Holy Water                                | Christ5 (26 Wo.)Christ | Erstveröffentlichung: 29. Januar 2021 feat. Bear Rinehart       |
| 2021 | Dancing on the Waves Holy Water                         | Christ29 (20 Wo.)Christ | Erstveröffentlichung: 10. September 2021                        |
| 2022 | Miracle Power We the Kingdom                            | Christ15 (32 Wo.)Christ | Erstveröffentlichung: 27. Mai 2022                              |
| 2022 | Left It In The Water We the Kingdom                     | Christ49 (1 Wo.)Christ | Erstveröffentlichung: 29. Juli 2022 Promosingle                 |
| 2022 | God Is on the Throne We the Kingdom                     | Christ42 (1 Wo.)Christ | Erstveröffentlichung: 26. August 2022 Promosingle               |
| 2022 | Jesus Does We the Kingdom                               | Christ9 (48 Wo.)Christ | Erstveröffentlichung: 7. April 2023 mit Anne Wilson             |
| 2023 | Take It All Back Joy in the Morning (Horizon Edition)   | Christ3 (53 Wo.)Christ | Erstveröffentlichung: 18. August 2023 mit Tauren Wells & Davies |
| 2024 | The Plans –                                             | Christ43 (1 Wo.)Christ | Erstveröffentlichung: 26. Januar 2024                           |
| 2024 | Won’t He Do It –                                        | Christ25 (22 Wo.)Christ | Erstveröffentlichung: 10. Mai 2024                              |
| Folgende Lieder erschienen nicht als Single, wurden aber durch das Album zum Download und Streaming bereitgestellt und konnten somit eine Platzierung erlangen: |                                                         | |                                                                 |
| |                                                         | |                                                                 |
| 2020 | Peace                                                   | Christ48 (2 Wo.)Christ | mit Bethel Music                                                |
| 2021 | Take Me on a Ride Holy Water                            | Christ36 (4 Wo.)Christ |                                                                 |